# 阿爾夫峰 (勒蓬廷山)
46°34′45″N 8°40′43″E / 46.579111°N 8.678694°E

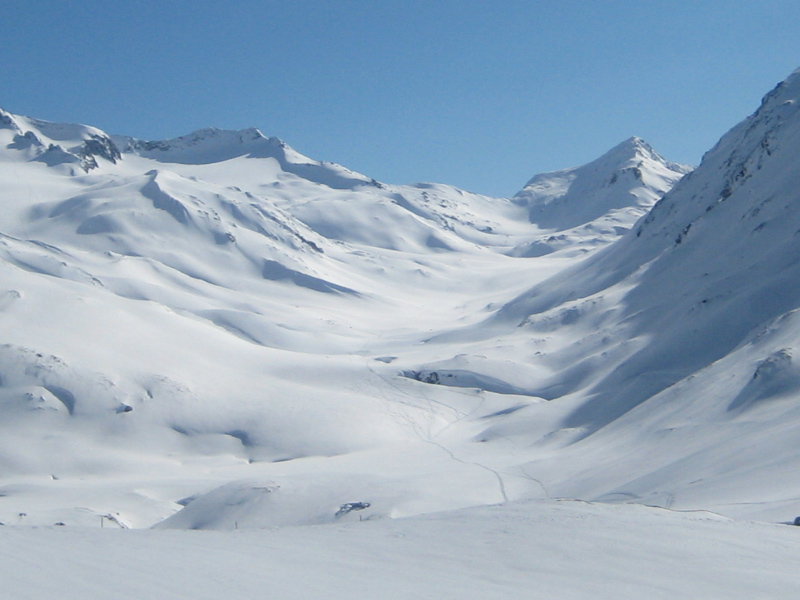

阿爾夫峰（Piz Alv），是瑞士的山峰，位於該國南部，由提契諾州負責管轄，屬於勒蓬廷山的一部分，處於伯爾尼以東100公里，海拔高度2,769米，每年平均降雨量2,385毫米。